# 매송면
매송면(梅松面)은 경기도 화성시 북부에 위치한 면이다. 면적은 27.454 km2이며, 2015년 5월 말 기준으로 인구는 8,457 명이다.

## 역사
- 조선시대 경기도 수원군 매곡면(梅谷面)·송동면(松洞面)
- 1895년 음력 윤5월 1일 인천부 수원군[2]
- 1896년 8월 4일 경기도 수원군[3]
- 1914년 4월 1일 매곡면·송동면을 경기도 수원군 매송면으로 통합하였다.[4] (9리)
- 1949년 8월 14일 경기도 화성군 매송면[5]
- 1987년 1월 1일 금곡리(金谷里)·호매실리(好梅實里)를 수원시에 편입하였다. (7법정리)
- 2001년 3월 21일 경기도 화성시 매송면[6]

## 행정 구역
| 법정리 | 한자명 | 행정리           | 비고 |
| ------ | ------ | ---------------- | ---- |
| 천천리 | 泉川里 | 천천1리~천천5리  |      |
| 원평리 | 院坪里 | 원평1리~원평4리  |      |
| 어천리 | 漁川里 | 어천1리, 어천2리 |      |
| 숙곡리 | 肅谷里 | 숙곡1리, 숙곡2리 |      |
| 야목리 | 野牧里 | 야목1리~야목5리  |      |
| 송라리 | 松羅里 | 송라1리, 송라2리 |      |
| 원리   | 院里   | 원리             |      |
| 7리    |        | 21행정리         |      |